# Tattoo (canção de Loreen)
"Tattoo" é uma canção da cantora Loreen que representou a Suécia no Festival Eurovisão da Canção 2023, tendo vencido o certame, com 583 pontos, no dia 13 de maio de 2023, tornando-se a segunda pessoa a ganhar o Festival Eurovisão da Canção duas vezes, após as vitórias de Johnny Logan em 1980 e 1987.
Após a sua apresentação no Melodifestivalen (final nacional sueca), a música entrou no número um na tabela de singles sueca, quebrando o recorde de música do Melodifestivalen no Spotify, tendo sido ouvida 375 mil vezes em menos de 48 horas. Desde então, passou também chegou aos tops em 14 outros países.

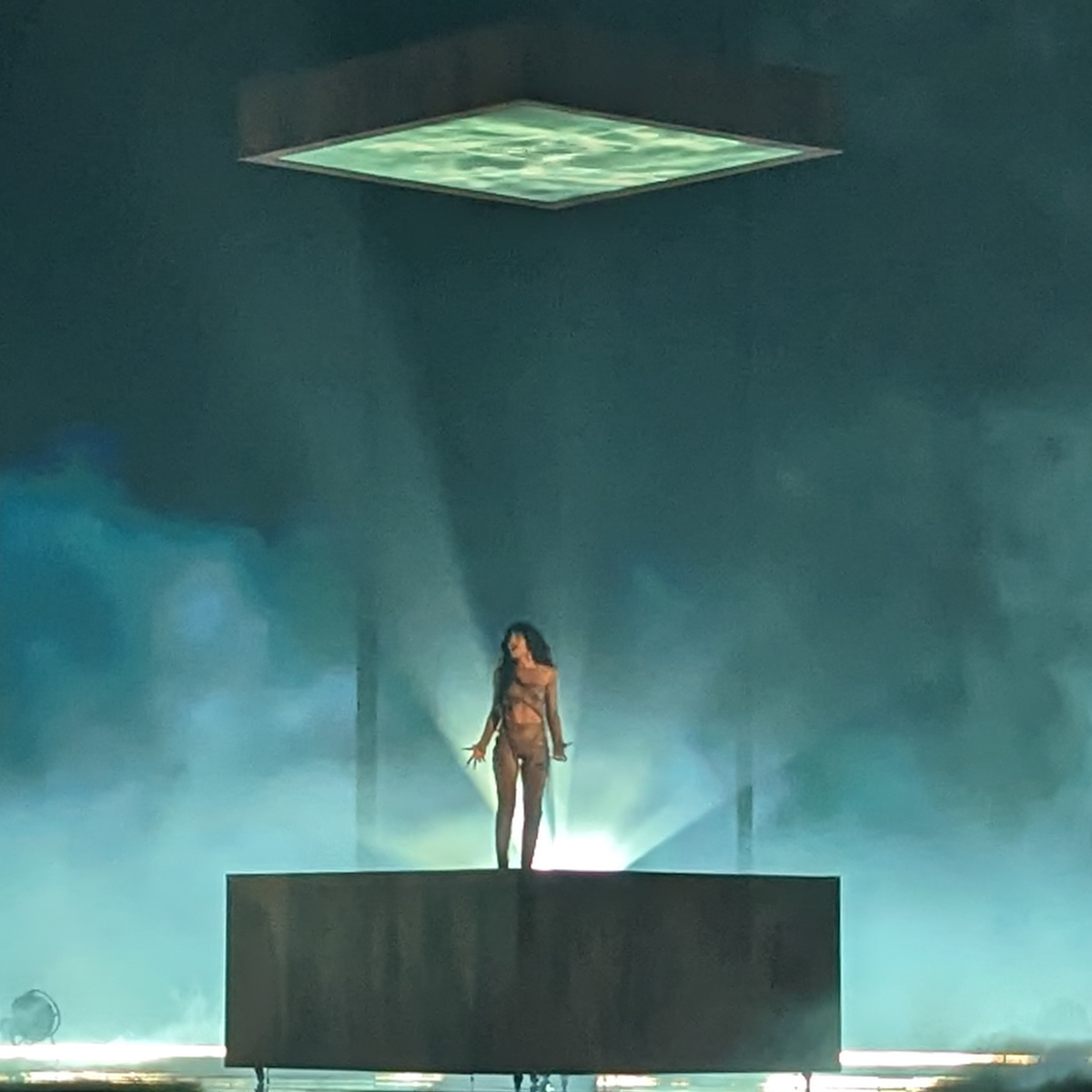
Atuação de Loreen durante o ensaio geral da final do Festival Eurovisão da Canção 2023.

"Tattoo" foi escrita por Jimmy "Joker" Thörnfeldt, Jimmy Jansson, Loreen, Cazzi Opeia, Peter Boström e Thomas G:son, encaizando-se no género pop, e a letra fala sobre lutar pelo amor.
A atuação começa com Loreen deitada entre dois monitores LED de 16 metros quadrados. A tela inferior é decorada com areia e a tela superior colocada num andaime montado em corrente que pesa um total de 1,8 toneladas e é movido por quatro motores. A atuação termina com uma explosão colorida de luzes e fumo. De acordo com Loreen, os personagens mostrados na tela durante o show são símbolos berberes de sua tribo norte-africana.

## Lista de posições

### Charts semanais
| Lista (2023)                                 | Melhor Posição |
| -------------------------------------------- | -------------- |
| Bélgica (Ultratop 50 Flandres)               | 7              |
| Bélgica (Ultratop 50 Valônia)                | 38             |
| Chéquia (Rádio – Top 100)                    | 66             |
| Croácia (HRT)                                | 40             |
| Finlândia (Suomen virallinen lista)          | 6              |
| Grécia (IPRI)                                | 25             |
| Irlanda (IRMA)                               | 59             |
| Islândia (Plötutíðindi)                      | 2              |
| Lituânia (AGATA)                             | 9              |
| Países Baixos (Dutch Top 40)                 | 19             |
| Países Baixos (Single Top 100)               | 12             |
| Noruega (VG-lista)                           | 5              |
| Polónia (Polish Streaming Top 100)           | 27             |
| Portugal (Associação Fonográfica Portuguesa) | 111            |
| UK Singles Downloads Chart (OCC)             | 34             |
| Rússia Airplay (Tophit)                      | 22             |
| Suécia (Sverigetopplistan)                   | 1              |
| Suíça (Schweizer Hitparade)                  | 100            |

### Chart mensal
| Lista (2023)            | Melhor Posição |
| ----------------------- | -------------- |
| Rússia Airplay (Tophit) | 24             |